# Les salauds vont en enfer
Pour plus de détails, voir Fiche technique et Distribution.
Les salauds vont en enfer est un film français réalisé par Robert Hossein et sorti en 1955.

## Synopsis
Dans un pénitencier du Midi de la France, les détenus ne parviennent pas à découvrir qui, de Pierre Macquart et de Lucien Rudel, deux d'entre eux qui partagent la même cellule, est le mouchard qui a dénoncé à la police son complice Gauvin qu'on vient de guillotiner. Lors des promenades dans la cour, un groupe mené par Fred inflige des humiliations à Macquart et Rudel afin d'obtenir leurs aveux. Craignant de finir comme victimes d'un règlement de comptes, Macquart et Rudel, à la faveur d'une messe donnée dans l'enceinte de la prison, s'évadent après avoir tué deux gardiens. Ils se réfugient dans un coin isolé de Camargue où ils découvrent la cabane d’un jeune couple, un peintre et son modèle, et abattent le compagnon de la séduisante Éva qui tentait de leur résister. Celle-ci va alors user de tous ses charmes pour mener les meurtriers à leur perte.

## Fiche technique
- Titre original : Les salauds vont en enfer
- Réalisation : Robert Hossein, assisté de Jean Valère
- Superviseur réalisation : Georges Lampin
- Scénario : Robert Hossein et René Wheeler d’après la pièce de théâtre éponyme de Frédéric Dard de 1954[1]
- Décors : Serge Pimenoff, assisté par Pierre Duquesne
- Photographie : Michel Kelber
- Cadrage : Louis Stein
- Son : Lucien Lacharmoise
- Montage : Charles Bretoneiche
- Musique : André Hossein (orchestre dirigné par Jean Medinger)
- Producteur : Jules Borkon
- Directeur de production : Jean Perdrix
- Société de production : Champs-Élysées Productions (France)
- Sociétés de distribution : Discifilm (France), Gaumont (France), Télédis (vente à l'étranger)[2]
- Pays d’origine :  France
- Langue originale : français
- Format : 35 mm — noir et blanc — 1.33:1 — son monophonique
- Genre : drame
- Durée : 91 minutes
- Date de production : France : 7 décembre 1955
- (fr) Classification et visa CNC : tous publics[Note 1], visa d'exploitation no 16654 délivré le 8 janvier 2002
- Affiche : Jean Mascii (France)

## Distribution
- Marina Vlady : Éva
- Henri Vidal : Pierre Macquart
- Serge Reggiani : Lucien Rudel
- Jacques Duby : Georges Bagot
- Robert Dalban : Jérôme[Note 2], le gardien de Macquart et Rudel
- Robert Hossein : Fred, le meneur des détenus
- Lucien Raimbourg : le gardien-chef
- Charles Blavette : le pompiste de la station-service Purfina
- Bachir Touré : le détenu noir
- Jean Clarieux : le gardien assommé par Macquart
- Guy Kerner : l'artiste peintre, amant d'Éva
- Marthe Mercadier : Germaine, la femme de Georges Bagot
- Serge Sauvion : un détenu

## Chanson du film
Que ton cœur soit ma maison, blues interprété par Bachir Touré.

## Production

### Tournage
- Année de prises de vue : 1955
- Intérieurs : studios Marcel Pagnol (Marseille)
- Extérieurs : Camargue côté Grau-du-Roi (Gard)

### Distribution
Roger Hanin est crédité par erreur dans la distribution par certaines bases de données, sans doute une confusion due au fait qu'il était l'un des protagonistes de la pièce de théâtre lors de sa création en 1954.

## Accueil
Marina Vlady : « Marseille pour la première des Salauds vont en enfer. Accueil mitigé. La presse évoque surtout notre mariage! Robert est déçu, mais récolte ce qu’il a semé. À tant vouloir être à tu et à toi avec toutes sortes de journalistes, il devient (en m’entraînant à la suite) une vedette de journaux à potins. Je suis très choquée, car je trouve le film original et notre travail très au-dessus des films de cette année-là. »

## Thèmes et contexte
Le film s'ouvre par l'avertissement suivant « L'Administration pénitentiaire française n'est pas en cause dans ce film, d'ailleurs, les surveillants français ne sont pas armés. Le cadre, les personnages et les péripéties de ce film sont imaginaires. Toute rencontre, toute ressemblance avec des milieux, des personnes ou des évènements réels ne pourrait être que le fait du hasard. »
L'histoire se déroule en trois temps : une première partie dans le pénitencier, la seconde en cavale, et la troisième en Camargue, mais la violence est omniprésente. Dans la prison, agressions et morts s'additionnent. Il y a le suicide de Georges Bagot incarné par Jacques Duby qui déploie d'abord ses talents comiques (son imitation de Mistinguett, et son « bebop'strip-tease »), puis tragiques face à sa femme Germaine (Marthe Mercadier) venue faire sa demande de divorce. Ensuite, étranglement du gardien Jérôme (Robert Dalban) par Macquart et Rudel, matraquages,  fusillades… Cavale avec agression envers le pompiste (Charles Blavette) à la station-service et abattage de son chien. Troisième partie, où les trois protagonistes, Éva, Macquart et Rudel s'affrontent dans un torride huis clos, un bout du rivage de Camargue. L'architecte-décorateur Serge Pimenoff a conçu, au milieu des dunes photogéniques, une étrange cabane d'où la caméra de Robert Hossein ne s'éloigne guère. La jeune Éva, comme Marina Vlady le souligne dans sa biographie, utilise « la beauté du diable » de ses 17 ans afin d'exacerber les désirs des évadés jusqu'à ce qu'ils se dressent l'un contre l'autre avant d'aller périr dans l'enfer des sables.